# 艾列克·馬諾亞
艾列克·伊薩克·馬諾亞（英語：Alek Isaac Manoah，1998年1月9日—），為美國職棒大聯盟的投手，目前效力於多倫多藍鳥。他在2019年大聯盟選秀第11順位被藍鳥選走，並在2021年登上大聯盟。

## 職業生涯
2021年5月27日，藍鳥將馬諾亞拉上大聯盟。他面對洋基先發6局送出7次三振無失分，順利拿下大聯盟首勝。6月22日，他因為故意對金鶯三壘手麥凱爾·弗朗科投出觸身球而被禁賽5場。7月2日，他達成單場連續投出7次三振的隊史紀錄。這年他拿下9勝2敗，防禦率3.22。
2022年，他和喬治·史普林格、亞歷杭德羅·柯克及小弗拉迪米爾·葛雷諾都入選明星賽，而馬諾亞在明星賽投了1局無失分，並送出3次三振。

## 個人生活
馬諾亞的哥哥艾瑞克也是一名棒球員，他在2014年美國職棒大聯盟選秀第13輪被大都會選走，不過在2019年遭到釋出。由於馬諾亞擁有古巴血統，因此他也會說西班牙文。

## 外部連結
- 球員資訊和成績在MLB ，ESPN ，Baseball Reference ，Fangraphs，The Baseball Cube ，Baseball Reference (Minors) （英文）